# Harald Schweizer
Harald Schweizer (* 23. Juli 1944; † 28. Dezember 2017) war ein deutscher katholischer Theologe und Sprachwissenschaftler. 

## Leben
Harald Schweizer war bis 1989 Professor für Einleitungswissenschaften an der Universität Tübingen. Nach seiner Heirat im Jahr 1989 wurde ihm die Lehrerlaubnis entzogen und er trat aus der Kirche aus. Er wechselte als Professor für Methodik computerunterstützter Textinterpretation an das Wilhelm-Schickard-Institut für Informatik der Universität Tübingen. Seine Abschiedsvorlesung hielt er am 13. Juli 2010. Schweizer starb am 28. Dezember 2017 und wurde in Mössingen beigesetzt.

## Leistungen
Schweizer war einer der ersten, die Computer für die Literaturanalyse einsetzten und somit für die Geisteswissenschaften nutzbar machten. Er legte eine umfangreiche Analyse der Josefsgeschichte vor.
Schweizer initiierte und betrieb das Projekt Alternativ-Grammatik, das Erkenntnisse der modernen Linguistik für Schulen nutzbar machen soll. Er kritisiert den üblichen Zuschnitt von Schulgrammatiken und plädiert für eine Neufassung der Begriffe Syntax, Semantik und Pragmatik. Die „Grammatik“ beschränkt sich bei Schweizer nicht auf die Satzanalyse, sondern erstreckt sich bis zur Textebene und berücksichtigt die Situation, in der der Text geschaffen wurde. Die Methodentrennung zwischen Grammatik und Literaturanalyse soll damit überwunden werden.

## Werke
- Elischa in den Kriegen. Literaturwissenschaftliche Untersuchung von 2 Kön 3; 6,8–23; 6,24–7,20. Kösel, München 1974, ISBN 3466253373. Zugleich Dissertation an der Katholisch-theologischen Fakultät der Universität München.
- Metaphorische Grammatik. Wege zur Integration von Grammatik und Textinterpretation in der Exegese. EOS-Verlag, Sankt Ottilien 1981, ISBN 978-3-880965157. Zugleich Habilitationsschrift an der Katholisch-theologischen Fakultät der Universität München.
- Biblische Texte verstehen. Arbeitsbuch zur Hermeneutik und Methodik der Bibelinterpretation. Kohlhammer, Stuttgart u. a. 1986, ISBN 978-3-170093928.
- Sprachkritik als Ideologiekritik. Zur Grammatikrevision am Beispiel von QRB. Francke, Tübingen 1991, ISBN 978-3-772019500.
- Joseph. Urfassung der alttestamentlichen Erzählung (Gen 37–50). Mit Photocollagen von Jonas Balena. Klöpfer & Meyer, Tübingen 1993, ISBN 978-3-980324014.
- „... deine Sprache verrät dich“. Grundkurs Religiosität. Essays zur Sprachkritik. Lit, Münster u. a. 2002, ISBN 978-3-825858698.
- Fantastische „Opferung Isaaks“. Textanalyse in Theorie und Praxis (Beispiel Genesis 22). Pabst, Lengerich  2006, ISBN 978-3-899673036.
- Krach oder Grammatik? Streitschrift für einen revidierten Sprachunterricht. Kritik und Vorschläge. Lang, Frankfurt/M. u. a. 2007, ISBN 978-3-631571828.